# 푸에고꺅도요

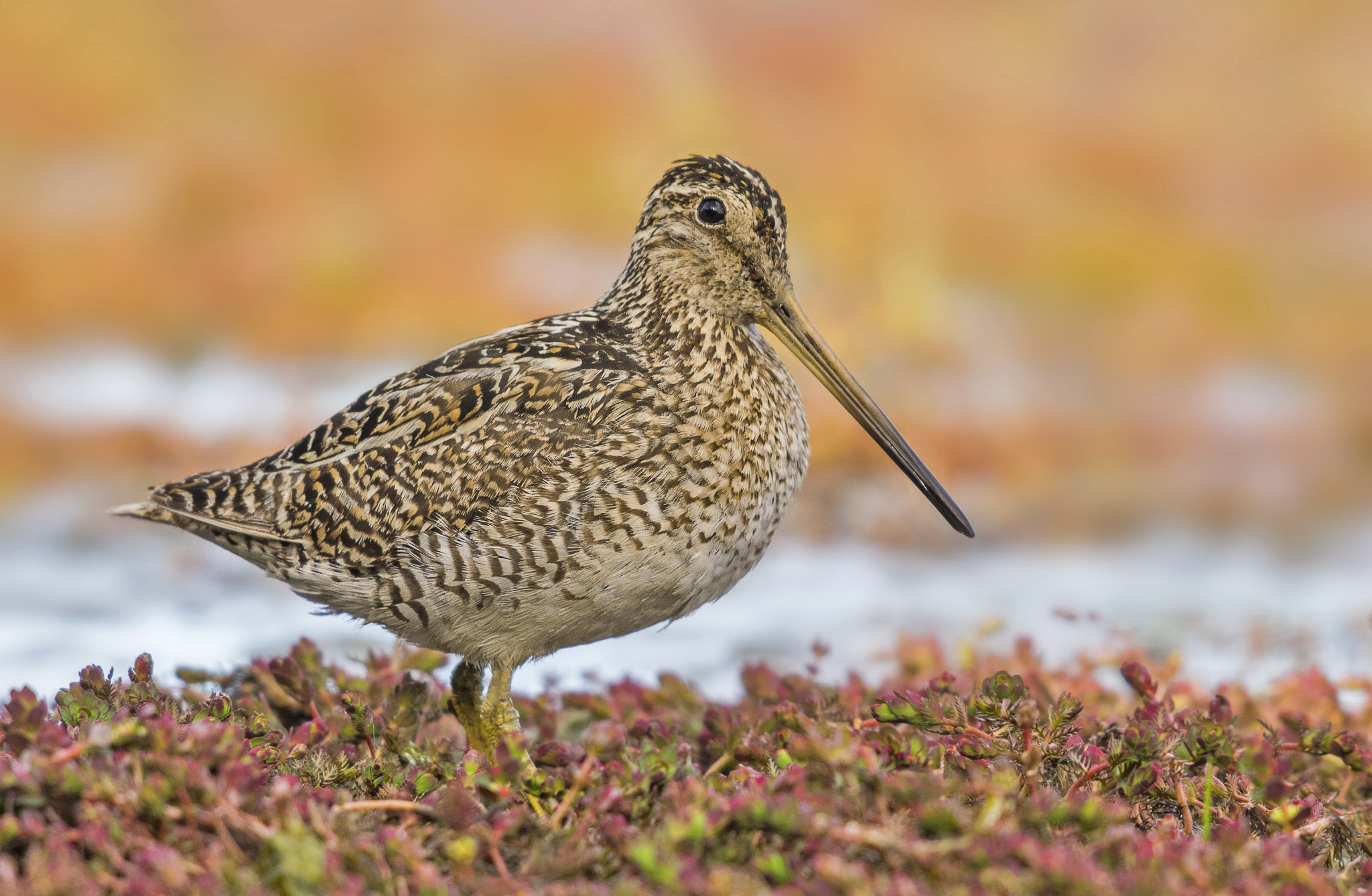
푸에도꺅도요

푸에고꺅도요(Fuegian snipe, Gallinago stricklandii, cordilleran snipe)는 크기가 작은 섭금류이다. 남중부 칠레, 아르헨티나에서 서식한다.

## 개요
30~32센티미터 길이의 도요새로서, 도요새 기준으로 보았을 때 다리가 상대적으로 짧은 편이다. 윗부분과 목, 머리 부분은 검갈색 패턴으로 되어 있다. 부리는 길고 상당히 튼튼한 편이다. 다리와 발은 노란색 빛이 도는 녹색이다. 이 두 성은 서로 모습이 비슷한 편이며 미성숙한 새들은 날개 덮개 부분의 줄무늬는 창백한 편이다.
푸에도꺅도요는 "칩칩칩"과 같은 소리를 내며 비행할 때에는 "차우"와 같이 날카로우면서 먼 곳까지 전달되는 소리를 낸다.

## 상태
푸에도꺅도요는 개체수가 10,000마리에 이를 것으로 추산되지만 이보다 훨씬 더 적을 수 있다.

## 참고 문헌
- Hayman, Marchant and Prater, Shorebirds ISBN 0-395-37903-2
- BirdLife International 보관됨 2007-09-29 - 웨이백 머신
- Video of Fuegian snipe also known as Becacina Grande: https://www.youtube.com/watch?v=I8HyKtHoAnY&feature=channel_page